# Batasio sharavatiensis
Batasio sharavatiensis is een straalvinnige vissensoort uit de familie van de stekelmeervallen (Bagridae). De wetenschappelijke naam van de soort is voor het eerst geldig gepubliceerd in 2004 door Bhatt & Jayaram.